# Léonide Goldstein
Pour les articles homonymes, voir Goldstein.
Léonide Goldstein est né à Paris le 2 avril 1914 et mort à Princeton dans le New Jersey aux États-Unis le 19 juin 1988. Universitaire et chercheur, d'abord généticien et pharmacologue au Collège de France à Paris, il est le pionnier en France puis aux États-Unis de l'électroencéphalographie quantitative. Après avoir enseigné aux États-Unis à Atlanta en Géorgie à l'Université Emory, il poursuit ses recherches à Princeton au New Jersey Neuropsychiatric Institute (NJNPI) avant de devenir professeur de psychiatrie en 1974 à l'Université Rutgers ( Piscataway (New Jersey) ). Auteur de plus de 300 articles dont Drugs and Youth dans l'Encyclopædia Britannica son œuvre anticipe les progrès de l'imagerie cérébrale en électroencéphalographie et de la neuropharmacologie.

## Biographie
Léonide Goldstein naît à Paris le 2 avril 1914. Sa première publication en génétique date d'avant guerre, en 1939. Décoré de la croix de guerre pour son action sur la Ligne Maginot, il part aux États-Unis auprès du généticien Hermann Joseph Muller (qui recevra le prix Nobel en 1946) et rejoint le Bureau scientifique de la France libre, avant de s'engager, de 1942 à 1945, dans les Forces françaises libres (FFL) dont il sera également médaillé.
Après la Seconde Guerre mondiale, il poursuit des études de biomathématique et de statistique. Premier prix en violon et composition du Conservatoire de Paris, il devient violoniste de l'Orchestre Lamoureux et mène une vie parallèle en musique, tout comme sa sœur cadette Fania qui mènera une carrière de chanteuse et pianiste. Il écrit de la musique de film et poursuit, sa vie durant, sa pratique de la musique de chambre avec ses collègues chercheurs et universitaires. Après avoir développé l'électroencéphalographie quantitative auprès de Zénon Drohocki au Collège de France, il continue ses recherches dans trois endroits différents aux États-Unis à Atlanta (Université Emory), à Princeton (au NJNPI), puis à Piscataway (New Jersey) (à l'Université Rutgers).

## Principales recherches

### Premiers travaux comme généticien et pharmacologue
Il publie pour la première fois avec Boris Ephrussi et Vogt lors du 7e congrès international de génétique, puis dans la revue scientifique Nature en 1948. Il obtient  son doctorat d'État en 1951.
Il publie en pharmacologie avec A. Loubatières sur les sulfamides hypoglycémiants, puis avec Bruno Minz et Jeanne Fuggaza sur les effets de l'adrénaline, de l'ocytocine et de la vasopressine. Devenu chef de travaux à l'École pratique des hautes études (EPHE) en Sorbonne en 1953, il devient maître de recherches au Collège de France où il travaille avec Zénon Drohocki avant de partir aux États-Unis.

### Travaux avec Zénon Drohocki au Collège de France à Paris
Zénon Drohocki a perfectionné la méthode intégrative de l’EEG dont il est l’inventeur en 1938, puis il a réalisé un premier intégrateur électronique de l’EEG en 1948 pour ce qui deviendra ensuite la méthode qu’il intitule l'électroencéphalographie quantitative.
De très nombreux travaux sont effectués et publiés ensuite qui utilisent les intégrateurs de Drohocki. Cette méthode diminue le nombre des données quantifiées de l’EEG mais toutefois elle perd les informations de la fréquence et de la phase du signal EEG. C’est une suite de mesures de la tension efficace de l’électroencéphalogramme (EEG). Elle utilise électroniquement un redresseur à double alternance suivie d’un intégrateur qui va sommer les amplitudes du signal électrophysiologique EEG sur une période de temps T qui est d’une seconde ou plus (2,53 sec sur ordinateur ensuite) et jusqu'à une minute. Lorsque la suite de toutes ces mesures successives est appliquée à des enregistrements EEG sur des temps longs (1 heure et plus), cela permet ensuite d'obtenir par des statistiques simples (la moyenne M ; l’écart-type s à la moyenne : le coefficient de variation CV exprimé en pourcentage et égal à (100 s/M), qui caractérisent les EEGs quantifiés qui sont enregistrés selon des protocoles spécifiques et dont les résultats donnent lieu ensuite à publication.
Léonide Goldstein est, en France, le pionnier de l'électroencéphalographie quantitative qui a travaillé avec Zénon Drohocki au Collège de France à Paris avant la Seconde Guerre mondiale. Il part ensuite aux États-Unis avec des intégrateurs de Drohocki qui sont placés en dérivations de son polygraphe d'enregistrement EEG.

### Recherches à Princeton au New Jersey Neuropsychiatric Institute
Léonide Goldstein applique ensuite la méthode de l'électroencéphalographie quantitative aux États-Unis,, en pharmaco-électroencéphalographie, neuropharmacologie et en psychiatrie, dans le département de neuropharmacologie dirigé par le pharmacologue Carl Pfeiffer, au New Jersey Neuropsychiatric Institute (NJNPI) de Princeton, où Pierre Etevenon est devenu son collaborateur en 1965-1966.
Le directeur du New Jersey Neuropsychiatric Institute à Princeton a été Humphry Osmond, psychiatre anglais père du néologisme psychédélique (psychedelic en anglais), qui caractérise des substances que Pierre Deniker au Centre Hospitalier Sainte-Anne (CHSA) à Paris a traduit ensuite par psychodysleptiques. Ce sont des drogues hallucinogènes et des psychostimulants (mescaline, psilocybine, LSD, kétamine, amphétamine, ecstasy, etc.), délirogènes (atropine et scopolamine, ditran, sernyl, etc.), onirogènes (THC et chanvre indien, khat, etc.), stupéfiants (héroïne, morphine et analgésiques centraux, cocaïne, etc), et autres drogues qui altèrent le fonctionnement cérébral et peuvent créer des dépendances avec syndromes de sevrage en cas d'arrêt. C'est pourquoi les chercheurs et en particulier les neuropharmacologues du NJNPI étudiaient les effets de ces produits et devaient souvent en prendre eux-mêmes pour tester en premier leurs nouveaux protocoles à cette époque, ce qui n'est plus accepté sauf exception par les comités d'éthique des centres de recherche de nos jours. Un premier essai historique de Pierre Etevenon relate ces expérimentations.

### Recherches sur les effets des médicaments, des hallucinogènes et des drogues

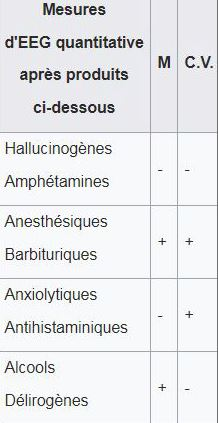
Variations de la moyenne M et du Coefficient de Variabilité (C.V.) qui décroissent (-) ou croissent (+) après administration de psychotrope

Léonide Goldstein étudie, dès 1962, chez des sujets volontaires sains et aussi chez des malades schizophrènes les effets de la d-amphétamine et du LSD, ainsi que de la gamma-butyrolactone (GBL) et de l'acide gamma-hydroxy butyrique (GHB), et des barbituriques hypnotiques. En 1963 il publie un article méthodologique sur les mesures de l'analyse par électroencéphalographie quantitative (moyenne M et Coefficient de Variabilité C.V.) qui permettent d'évaluer des états psychotiques (dans la schizophrénie) ou induits après administration de produits psychotropes ou de drogues.
En 1963 il publie sur les effets de la caféine psychostimulante, et aussi sur les effets des anxiolytiques. En 1964 il publie sur les effets de substances antihistaminiques et de l'alcool. En 1967 il publie le premier sur les effets anti-anxiété de l'aspirine chez l'homme.
Il poursuit aux États-Unis, en tant que neuropharmacologue, ses premiers travaux débutés en France et il peut résumer et publier les effets des principales catégories de médicaments psychotropes qui sont différenciées par électroencéphalographie quantitative, méthode qui permet aussi de préciser les effets d'un nouveau médicament psychotrope testé par des protocoles cliniques spécifiques.

### Recherches sur l'hémisphère dominant et l'asymétrie cérébrale
Léonide Goldstein est un pionnier des recherches sur l'hémisphère dominant et l'asymétrie cérébrale qui sont modifiés après la prise de drogues ou pendant le sommeil.
C'est ainsi qu'il montre en 1967 que la nicotine augmente la durée du sommeil paradoxal chez le lapin. Comme le sommeil paradoxal chez l'homme est lié la plupart du temps à un vécu subjectif de rêve, cela permet de poser l'hypothèse que le tabac augmenterait le sommeil paradoxal et en conséquence les rêves chez l'homme. Pierre Etevenon montrera ensuite les effets chez l'homme du principe actif du chanvre indien, qui non seulement augmente le sommeil paradoxal mais encore voit apparaître sur les tracés EEG pathologiques des suites de courtes phases d'endormissement en stade 1 de sommeil puis de sommeil paradoxal qui ne s'observe pas dans les états d'éveil ou de sommeil naturel.

### Recherches sur les comportements normaux et pathologiques
La découverte en 1969 par Roger Sperry et Joseph Bogen (en) de l'asymétrie cérébrale et d'un hémisphère dominant a montré la reconnaissance de deux hémisphères cérébraux similaires, mais pas fonctionnellement identiques. Léonide Goldstein poursuit cette recherche sur la latéralité cérébrale et la psychopathologie, démêlant faits et fiction. En 1982, il montre que l'électroencéphalographie quantitative révèle des phénomènes corticaux d'activation différentielle des hémisphères cérébraux droit et gauche qui sont modifiés au cours des maladies mentales.
En 1976, Léonide Goldstein publie à propos de sujets toxicomanes qui par électroencéphalographie quantitative sont classés en quatre groupes : anxiété, dépression, paranoïa et pas de symptômes psychopathologiques. Il décrit que chez les patients déprimés, la variabilité des tracés EEG quantifiés est plus grande dans l'aire corticale occipitale droite par rapport à l'aire occipitale gauche, et que cela est inversé chez les malades considérés atteints de paranoïa.
En 1979, il étudie les différences observées en EEG quantitative chez des étudiants d'université qui réussissent bien par rapport à ceux qui réussissent mal.
En 1979, après 40 ans de carrière scientifique, Léonide Goldstein publie un article de réflexion philosophique, dans lequel il pose d'abord l'hypothèse implicite que de nombreuses études d'électroencéphalographie quantitative supposent que les sujets volontaires sains enregistrés constituent une population homogène, ce qui fait que sous des conditions spécifiques il est justifié d'effectuer un moyennage des mesures inter-sujets. Mais trop souvent les signaux EEG sont quantifiés sans tenir compte de l'état mental et émotionnel des sujets enregistrés. Or non seulement les sujets volontaires sains ont des tracés EEG qui diffèrent entre eux les uns des autres, mais pour ceux qui ne diffèrent pas leurs tracés EEG peuvent changer d'une session d'enregistrement à une autre dans le temps. La conséquence de cette situation est qu' il y a toujours une grande variabilité inter-sujets, et que la source des signaux EEG a nécessairement besoin d'être bien trouvée et documentée avant que des généralisations puissent être faites.
Cet article précurseur de 1979 anticipe les grands progrès de l'électroencéphalographie quantitative de nos jours, avec la mise en évidence des générateurs corticaux et/ou sous-corticaux des sources d'EEG, ce qui sera réalisé ensuite par des programmes de traitement des signaux EEG multi-canaux et multivoies réalisés par ordinateur et inspirés de la géophysique.

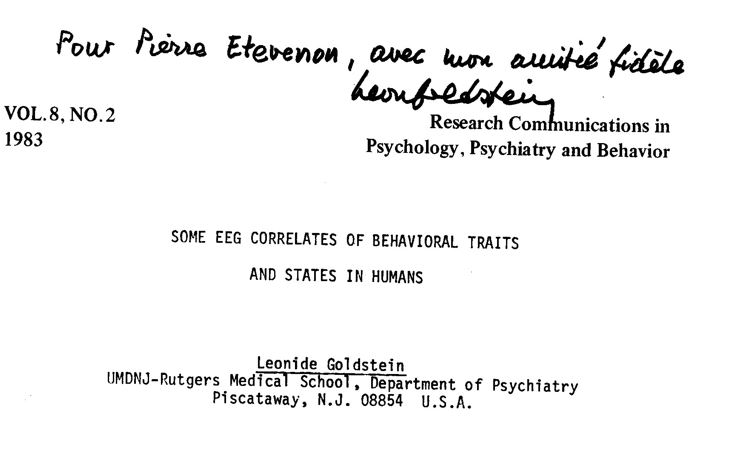
Pierre Etevenon dédicacé par Leonide Goldstein en 1983 sur une première page manuscrite de prépublication d'article.

 En 1983 il publie un article sur les caractéristiques des tracés EEG selon les états et les traits comportementaux chez l'homme, ou en particulier il distingue les sujets grand alpha des sujets petit alpha ; les premiers sont plus introvertis et les seconds plus extravertis.

## Héritage scientifique
Léonide Goldstein a anticipé dans ses recherches et articles, l'apport futur de l'électroencéphalographie quantitative et la fusion des méthodes de l'imagerie cérébrale, avec aussi  les études à la première personne des sujets enregistrés selon la  neurophénoménologie développée ensuite par Francisco Varela et publiée en anglais puis en français et pour qui l'esprit n'est pas une machine.
Léonide Goldstein a accueilli et dirigé divers chercheurs à Princeton au New Jersey Neuropsychiatric Institute, parmi lesquels Pierre Etevenon en 1965-1966 et H.B. Murphree. Ses travaux ont été la source d'inspiration et le point de départ de plusieurs thèses et programmes de recherche,.

## Publications
Sans être exhaustive, la liste ci-dessous répertorie les publications majeures de Léonide Goldstein dans les différentes thématiques qu'il a explorées. L'ancienne base de données bibliographiques (Medline-INSERM) mentionnait 300 articles contre 172 publications actuellement.
- (en) Boris Ephrussi, M. Vogt et Léonide Goldstein, « Hormonal relations in gene manifestation, with special reference to the quantitative aspects of the problem », dans 7th International Congress Genetics, 1939.
- (en) Léonide Goldstein, « A mutant genoid in Drosophila sensitive to carbon dioxyde », Nature, vol. 164,‎ 1948, p. 369.
- (en) Zénon Drohocki, Léonide Goldstein et B. Minz, « La tension moyenne de l’EEG comme base d’interprétation de l’activité corticale », Revue neurologique, Paris, vol. 94,‎ 1956, p. 141-144.
- (en) Léonide Goldstein, H.B. Murphree, A.A. Sugerman, C.C. Pfeiffer et E. Jenney, « Quantitative electroencephalographic analysis of naturally occurring (schizophrenic) and drug induced psychotic states in human males », Clinical pharmacology and therapeutics, vol. 4, no 1,‎ janvier-février 1963, p. 10-21.
- (en) Léonide Goldstein, H.B. Murphree et C.C. Pfeiffer, « Quantitative electroencephalography in man as a measure of CNS activation », Annals of the New York Academy of Sciences, vol. 107, no 3,‎ 8, juillet 1963, p. 1045-1056.
- (en) C.C. Pfeiffer, Léonide Goldstein et H.B. Murphree, « Electroencephalographic Assay of Anti-Anxiety Drug », Archives of General Psychiatry, vol. 10,‎ mai 1964, p. 446-453.
- (en) Léonide Goldstein et R. Beck, « Amplitude analysis of the electroencephalogram », International Review of neurobiology, vol. 8,‎ 1965, p. 265-312.
- (en) Léonide Goldstein, A.A. Sugerman, H. Stolberg, H. Murphree et C.E. Pfeiffer, « Electrocerebral activity in schizophrenics and non-psychotic subjects : quantitative EEG amplitude analysis », Electroencephalography and Clinical Neurophysiology, vol. 19,‎ 1965, p. 350-361.
- (en) C.C. Pfeiffer, Léonide Goldstein et M. Hopkins, « Quantitative electroencephalographic analysis of the effects of aspirin in man », Archives of Experimental Medicine and Biology, vol. 4,‎ 1967, p. 10-17.
- (en) Léonide Goldstein, Raymond A. Beck et Dianne L. Mundschenk, « Effects of nicotine upon cortical and subcortical electrical activity of the rabbit brain. Quantitative analysis », Annals of the New York Academy of Sciences, vol. 142,‎ 1967, p. 170-180.
- (en) Léonide Goldstein et N.W. Stoltzfus, « Psychoactive drug-induced changes of interhemispheric EEG amplitude relationships », Agents and actions, vol. 3, no 2,‎ 1973, p. 124-132.
- (en) L. Goldstein, N.W. Stoltzfus et J.F. Gardocki, « Changes in interhemispheric amplitude relationship in the EEG during sleep », Physiology & Behavior, vol. 8,‎ 1972, p. 811-815.
- (en) Léonide Goldstein, « Psychotropic drug-induced EEG changes as revealed by the amplitude integration method », dans T.M. Itil (ed.), Psychotropic drugs and the human EEG, Bâle, Karger, coll. « Modern Problems of Pharmacopsychiatry » (no 8), 1974 (ISBN 978-3-8055-1419-4), p. 131-148.
- (en) Léonide Goldstein, « Time domain analysis of the EEG. The integrative method », dans G. Dolce & H. Kunkel (Eds.), CEAN computerized EEG analysis : Symposium of Merck'sche Gesellschaft fur Kunstund Wissenschaft Kronberg/Taunus, April 8th-10th, 1974, Stuttgart, Gustav Fischer Verlag, 1975, 466 p., p. 251-270.
- Léonide Goldstein, R.J. Temple et I.W. Pollack, « EEG and clinical assessment of subjects with drug abuse problems », Research communications in psychology, psychiatry and behavior, vol. 1,‎ 1976, p. 191-208.
- (en) Léonide Goldstein, « Quantitative EEG of "classical" psychoactive drugs », dans Proceedings of the Xth CINP meeting, New York, Pergamon Press, 1977, p. 273.
- S.G. Wiet et Léonide Goldstein, « Successful and unsuccessful university students : quantitative hemispheric EEG differences », Biological Psychology, vol. 8,‎ 1979, p. 273-284.
- (en) Léonide Goldstein, « Is a man, a man, a man ? (or : Is an EEG, and EEG, an EEG ?). Some remarks on the homogeneity of "normal subjects », Pharmacopsychiatry Neuropsychopharmacology, vol. 12, no 1,‎ 1979, p. 74-78.
- Léonide Goldstein, « Cerebral laterality and psychopathology : fact and fiction », Psychological medicine, vol. 11,‎ 1981, p. 219-227.
- Léonide Goldstein, « Fonction cérébrale et comportement : analyse EEG de certaines activités hémisphériques », Psychologie médicale, vol. 14, no 2,‎ 1982, p. 217-222.